# Boliviaans doodshoofdaapje
Het Boliviaans doodshoofdaapje (Saimiri boliviensis) is een zoogdier uit de familie van de kapucijnapen en doodshoofdaapjes (Cebidae). De wetenschappelijke naam van de soort werd voor het eerst geldig gepubliceerd door I. Geoffroy & de Blainville in 1834.

## Kenmerken
Dit aapje heeft een klein, wit gelaat, een groot voorhoofd, een donkere kruin, een zwarte snoet, flinke oren en een behoorlijk lange staart. Aan de uiteinde daarvan bevindt zich een zwarte kwast. De lichaamslengte bedraagt 27 tot 32 cm, de staartlengte 38 tot 42 cm en het gewicht 700 tot 950 gram.

## Levenswijze
Het Boliviaans doodshoofdaapje leeft in grote groepen van 40 tot 50 leden, soms meer dan 200, hoog in de bomen van het tropisch regenwoud. Ze zijn diurnaal (dagactief) en voeden zich met insecten en insectenlarven, maar soms ook met vruchten, noten en zaden.

## Voortplanting
Boliviaanse doodshoofdaapjes leven in groepen waarin een strikte hiërarchie heerst. De vrouwtjes zijn hoger geplaatst in de rangorde dan de mannetjes. Tijdens de paartijd, die plaatsvindt van november tot januari, slaan de mannetjes onder invloed van hormonen vet en vocht tussen hun spierweefsel op waardoor ze tot 20% zwaarder kunnen worden. Ook scheiden ze dan een bepaalde geur af, die aantrekkelijk is voor de vrouwtjes. De mannetjes stijgen tijdelijk in rang en kunnen met de vrouwtjes gaan paren. Na een draagtijd van ongeveer 160 dagen wordt de baby geboren (altijd één). De jongen worden verzorgd door hun eigen moeder en/of door andere moederdieren. Mannetjes houden zich niet bezig met het grootbrengen van hun kroost. Na de paartijd daalt de rang van de mannetjes weer.

## Verspreiding
Deze soort komt voor in Zuid-Amerika, meer bepaald Bolivia en enkele andere tropische regio's ten zuiden van de evenaar.

## Ondersoorten
De soort heeft de volgende twee ondersoorten:
- Saimiri boliviensis boliviensis (Boliviaans doodshoofdaapje) – (Geoffroy Saint-Hilaire & Blainville, 1834) – Komt voor in Bolivia, westelijk Brazilië en zuidelijk Peru.
- Saimiri boliviensis peruviensis (Peruaans doodshoofdaapje) – (Hershkovitz, 1984) – Komt voor in noordelijk en centraal Peru.